# Cubiceps paradoxus
Cubiceps paradoxus är en fiskart som beskrevs av Butler, 1979. Cubiceps paradoxus ingår i släktet Cubiceps och familjen Nomeidae. Inga underarter finns listade i Catalogue of Life.